# Too Much Heaven
«Too Much Heaven» — песня британской поп-группы Bee Gees, написанная братьями Гибб специально для благотворительного фонда ЮНИСЕФ и затем исполненная на концерте «Music for UNICEF». В конце 1978 года композиция была издана отдельным синглом, позже, в феврале 1979-го, её включили в тринадцатый номерной альбом группы — Spirits Having Flown. От остальных песен диска отличается ярко выраженным фальцетным пением, кроме того, это одна из двух песен, которые были записаны при участии духовой секции Chicago. Таким образом музыканты Chicago отплатили Bee Gees за то, что ранее те спели для них в «Little Miss Lovin».
Запись произвели летом 1978 года в студии Criteria, работа над «Too Much Heaven», по сравнению с другими треками альбома, заняла больше всего времени — сначала были записаны девять отдельных слоёв с разными вокалистами и музыкальными инструментами, после чего получившиеся фонограммы наложили друг на друга и вывели из них одну звуковую дорожку. Релиз состоялся в конце осени через девять месяцев после «Night Fever», предыдущего сингла группы, и это самый долгий сингловый перерыв в дискографии группы с 1975 года. Братья планировали включить песню в саундтрек фильма «Миг за мигом» с Джоном Траволтой в главных ролях, но после просмотра черновых записей Барри Гибб счёл ленту ужасной и отказался от участия ней.
Песня быстро набирала популярность, поднимаясь на самые высокие позиции чартов, к январю 1979 года заняла первые места в хит-парадах США и Канады, в Соединённом Королевстве по продажам смогла добраться до третьего места. Издание оказалось весьма успешным, однако не смогло повторить успех двух предыдущих синглов группы. Судя по всему, причиной того послужил тот факт, что в отличие от танцевальных диско-хитов к фильму «Лихорадка субботнего вечера», данная композиция представляет собой медленную лирическую балладу: «Мы собираемся развиваться в сторону ритм-н-блюза, — отмечал Барри Гибб. — Но при этом постараемся сохранить силу текстов и мощь мелодии». Обозреватель журнала Rolling Stone назвал её гламурным повторением предыдущей популярной баллады группы «How Deep Is Your Love»: «Песня вкусна как клубничное мороженое и при этом избавлена от навязчивой интимности своей предшественницы». Американская ассоциация звукозаписывающих компаний присвоила диску статус платинового, то есть было продано более миллиона экземпляров.
Ещё не закончив работу над песней, летом на конференции ООН в Нью-Йорке Bee Gees сделали публичное заявление, что в честь наступающего Международного года ребёнка все средства, вырученные с продаж своего следующего сингла, направят в фонд помощи ЮНИСЕФ. Генеральный секретарь организации Курт Вальдхайм назвал этот жест «выдающейся и благородной инициативой». Позже группа была приглашена в Белый дом, где её за пожертвования отблагодарил лично президент Джимми Картер. В ходе торжественной церемонии братья подарили Картеру свои гастрольные чёрные куртки, тот ответил, что не является большим поклонником диско, но его дочь Эми постоянно слушает их записи и будет очень рада подарку.

## Кавер-версии
- Немецкий бойзбэнд US5 записал песню совместно с Робином Гиббом и выпустил одноимённым синглом.
- Норвежский поп-дуэт M2M использовал припев из «Too Much Heaven» для своей песни «Our Song», включённой в дебютный альбом Shades of Purple.
- В 2009 году свою версию песни записала британская певица Беверли Найт, композиция приобрела оттенок соула и вышла на альбоме 100 %.